# キルデア統監
キルデア統監（キルデアとうかん、英語: Lord Lieutenant of Kildare）は、イギリスの官職。統監の1つで、キルデア県を担当する。1831年首席治安判事（アイルランド）法（Custos Rotulorum (Ireland) Act 1831）により、Governor職を置き換える形で設立され、キルデア首席治安判事も兼任する。1922年に建国したアイルランド自由国では統監が任命されなくなったが、法律自体は残り、1983年制定法整理法で正式に廃止された。

## 一覧
- 1831年10月7日 – 1874年10月10日：第3代リンスター公爵オーガスタス・フィッツジェラルド[3]
- 1874年12月4日 – 1892年6月29日：第3代ドロヘダ侯爵ヘンリー・ムーア[3]
- 1892年7月5日 – 1893年12月1日：第5代リンスター公爵ジェラルド・フィッツジェラルド[3]
- 1894年2月24日 – 1913年10月7日：ロバート・ケネディ[3]
- 1913年12月2日 – 1917年6月29日：第6代準男爵サー・アンソニー・ウェルドン[3]
- 1918年4月23日 – 1922年：第10代ドロヘダ伯爵ヘンリー・ムーア（英語版）[3]